# Lonny
Lonny település Franciaországban, Ardennes megyében. Lakosainak száma 618 fő (2022. január 1.). Lonny Cliron, Ham-les-Moines, Harcy, Renwez és Sormonne községekkel határos.

## Népesség
A település népességének változása:
| Lakosok száma | 419  | 389  | 371  | 418  | 630  | 635  | 648  | 627  | 619  | 618  |
|               | 1968 | 1982 | 1990 | 2006 | 2013 | 2015 | 2017 | 2019 | 2020 | 2022 |